# Théâtre de Marcellus

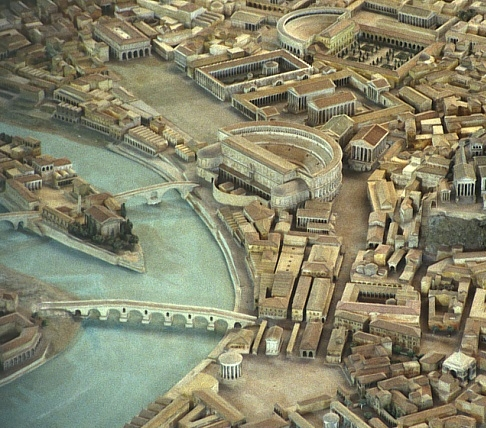
Situation du théâtre sur le plan de Rome d'Italo Gismondi.

Le théâtre de Marcellus est un monument antique de Rome, construit par l'empereur Auguste et offert à son neveu et gendre Marcus Claudius Marcellus, d'où le nom. 
Situé au Champ de Mars, c'est l'un des plus anciens théâtres en pierre de Rome, après le théâtre de Pompée construit entre 61 et 55 av. J.-C. Il est le seul édifice de ce type à Rome conservé en élévation, grâce à sa transformation en forteresse au Moyen Âge, puis en palais.

## Localisation
Le théâtre est situé à proximité immédiate du temple d'Apollon Sosianus, du temple de Bellone et du portique d'Octavie, au sud du Champ de Mars, à une extrémité du cirque Flaminius, en bordure nord du forum Holitorium. Il fait partie d'un complexe dynastique plus vaste conçu par Auguste, comprenant le temple d'Apollon qui célèbre sa victoire sur Marc Antoine et Cléopâtre et le portique d'Octavie, sa sœur, malgré un manque d'alignement de l'ensemble. Néanmoins, le théâtre a été construit de telle façon que l'axe de la valva regia correspond à l'axe du temple d'Apollon. Cette association d'un théâtre, d'un temple et d'un portique rappelle le complexe pompéien sur le Champ de Mars, réalisation architecturale monumentale que Jules César puis Auguste ont peut-être voulu concurrencer.
Il se trouve de nos jours dans le rione de Sant'Angelo.

## Histoire

### Antiquité

#### Le premier théâtre
Selon Tite-Live, un premier théâtre en bois (theatrum et proscaenium ad apollinis) est construit à l'emplacement du futur théâtre de Marcellus,. Les travaux commencent en 179 av. J.-C. après que les censeurs Marcus Æmilius Lepidus et Marcus Fulvius Nobilior aient établi les différents contrats. Les sources antiques mentionnant cet édifice sont très rares . Ce premier théâtre a pu se limiter à une scène en bois démontable,, utilisant les escaliers des temples avoisinant (le temple d'Apollon et le temple de Bellone) comme gradins pour les spectateurs,, à moins que ces derniers ne doivent demeurer debout. Ce premier théâtre a pu avoir un caractère temporaire et n'être monté que pour la célébration des ludi apollinares créés en 212 av. J.-C. et dont la date est fixée au 13 juillet.

#### La reconstruction augustéenne

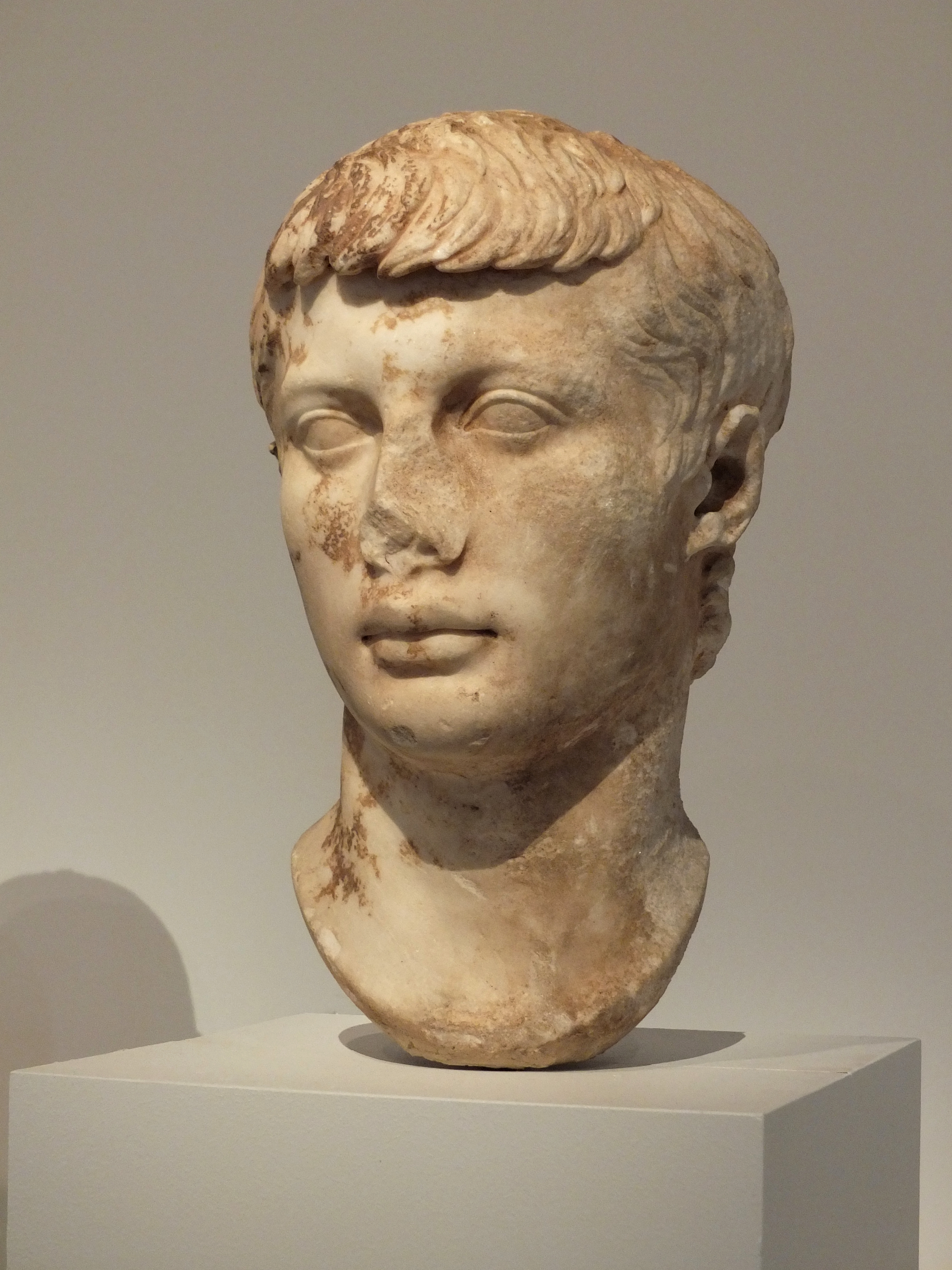
Buste de Marcus Claudius Marcellus.

La construction du théâtre est déjà planifiée sous Jules César qui acquiert et libère en 44 av. J.-C., en préparation des travaux, une zone au sud du Champ de Mars entre le portique d'Octavie, les temples d'Apollon et de Bellone et le Tibre,. Cet aménagement provoque l'expulsion de nombreux habitants et la destruction de leurs maisons et des temples avoisinants, ce qui entraine une vague de mécontentement,.
Les travaux débutent la même année et les fondations sont peut-être terminées lors de l'assassinat de Jules César. Les travaux ne reprennent à l'instigation d'Auguste qu'en 23 av. J.-C., après la fondation du principat et le retour d'une situation politique plus stable. Il est possible qu'Auguste rachète de nouveaux terrains aux alentours et fasse réaplanir l'ensemble de la zone pour construire un édifice de plus grandes dimensions que ce qui était prévu initialement.
Les travaux, de grande ampleur, entraînent un réaménagement de toute la zone avoisinante. Certains temples sont reconstruits à la même place, d'autres sont complètement démantelés et déplacés, comme le temple de la Piété ou le temple de Diane qui ont pu être intégrés au théâtre dans des dimensions plus petites, à moins que le culte de Diane n'ait été accueilli dans le temple d'Apollon.
Les plus grandes avancées sont réalisées entre 23 et 17 av. J.-C., date à laquelle l'édifice est presque terminé puisqu'il accueille les ludi saeculares. À cette époque, le théâtre est baptisé dans les sources antiques theatrum quod est in Circo Flaminio. La construction ne s'achève qu'entre 13 et 11 av. J.-C., Finalement, le théâtre est dédié le 7 mai 11 av. J.-C. à son neveu et gendre Marcellus, fils de sa sœur Octavie et époux de sa fille Julie, mort en 23 av. J.-C. Sa mort prématurée a plongé la cour dans la consternation. À l'occasion de la dédicace, quelque 600 bêtes sauvages venues d'Afrique sont massacrées lors des spectacles. C'est aussi à cette occasion que les premiers tigres sont montrés en cage au peuple romain,.

#### Période impériale
Après la mort d'Auguste, Livie et Tibère dédient une statue à l'empereur déifié près du théâtre.
L'édifice est certainement endommagé lors du grand incendie de 64 ou lors de l'incendie du Capitole en 69 puisqu'une nouvelle scène est dédiée par Vespasien. Sous Trajan, les arcades extérieures abritent des boutiques (tabernae). En 104, des fournisseurs d'équipements aux armées lui dédient une base en marbre placée dans le théâtre.
Au début du IIIe siècle, Sévère Alexandre projette la réparation du théâtre et lève de nouvelles taxes pour financer les travaux mais il n'est pas certain qu'ils aient été réalisés. Quoi qu'il en soit, le théâtre est décrit comme commençant à tomber en ruine au IVe siècle. Lors de la réparation du pont Cestius par le préfet de la Ville Lucius Aurelius Symmachus en 365, pont de nouveau dédié à l'empereur Gratien en 370, des blocs de travertin sont prélevés de la façade du théâtre. Toutefois, selon Ausone, le théâtre est toujours fonctionnel à la fin du IVe siècle et en 421, le préfet de la Ville Petronius Maximus s'y intéresse toujours puisqu'il fait réorganiser la statuaire.

### Moyen Âge
Au début du Moyen Âge, le théâtre commence à s'effondrer. Les inondations du Tibre charrient du sable et de la boue qui comblent les passages et s'accumulent contre la façade, lui donnant l'apparence d'une petite montagne. Toutefois, l'édifice n'est pas laissé totalement à l'abandon du fait de sa position intéressante, dominant le Tibre et un point de traversée. Le théâtre se transforme en forteresse contrôlée par la famille des Faffi ou Fabii.

### Renaissance
En 1532, l'architecte italien Baldassare Peruzzi prend appui sur les vestiges du théâtre pour la construction du palais de la famille des Savelli.
Les salles de ce palais conventionnel sont disposées autour d'une cour centrale du côté de l'orchestre du théâtre antique. Le niveau du sol se situe juste au-dessus du premier étage. Le palais devient en 1712 la propriété de la famille des Orsini. C'est la construction puis l'utilisation ininterrompue de ce palais qui a permis de sauvegarder le théâtre, le seul à Rome à subsister sous une forme reconnaissable, alors qu'il ne reste des théâtres de Pompée et de Balbus que quelques fondations et les traces de leur empreinte urbaine dans le tracé courbe de certaines rues.

Vues historiques des vestiges du théâtre de Marcellus
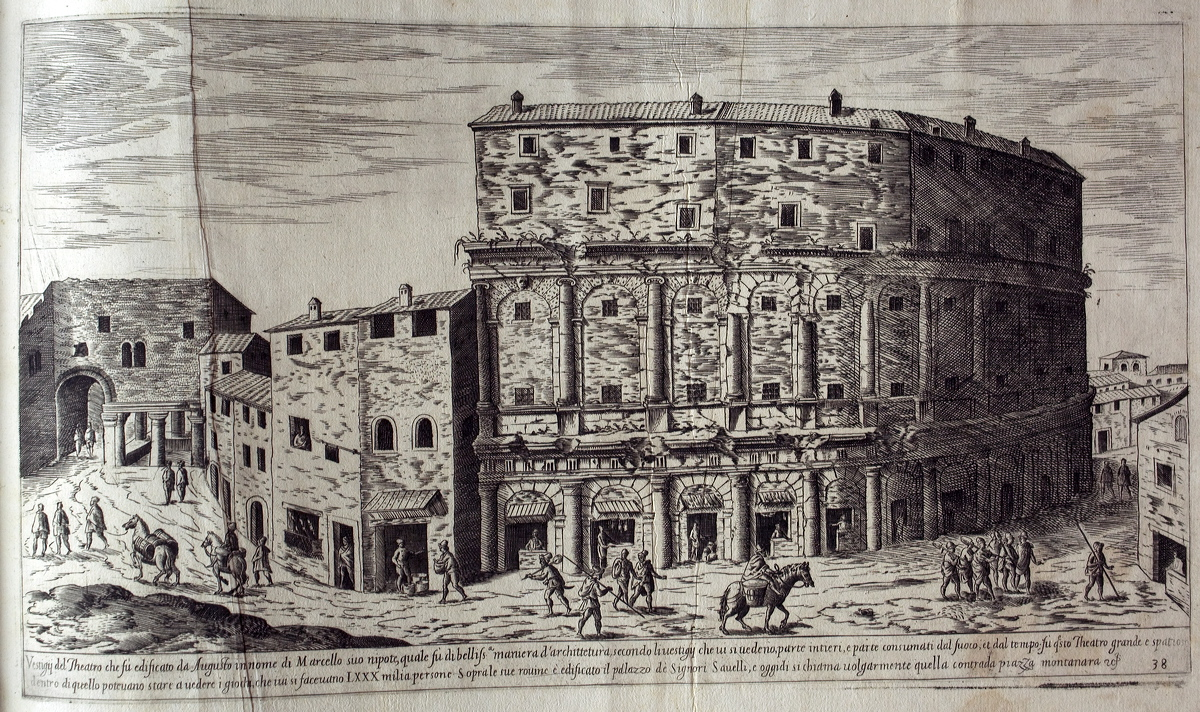
Gravure d'Étienne Dupérac, 1575.
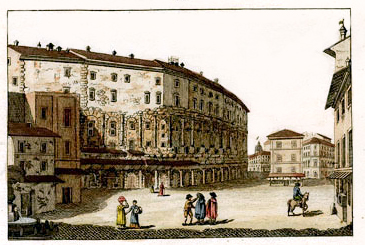
Illustration du Bilderbuch für Kinder (Livre d'images pour enfants), 1810.
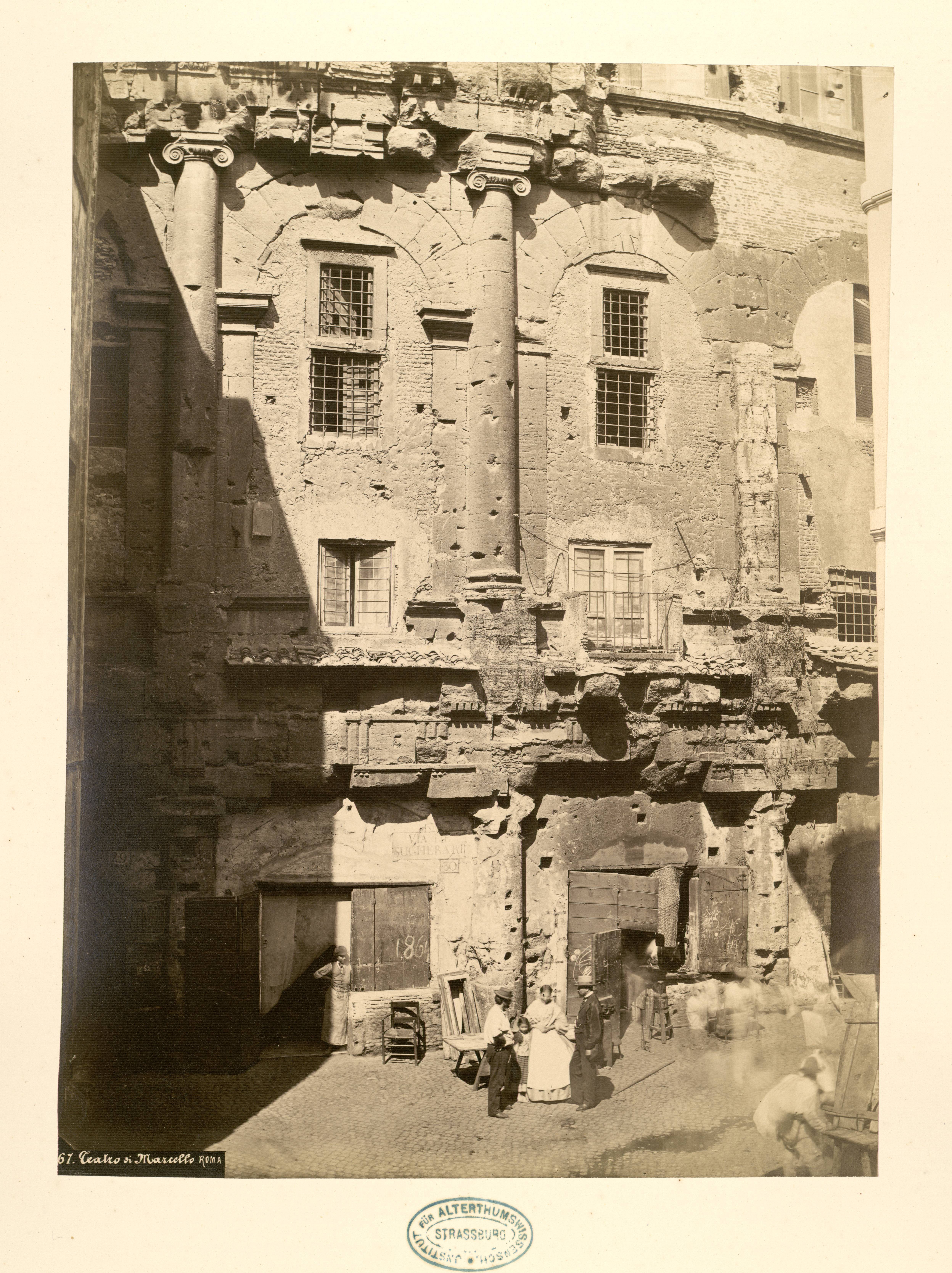
Photographie prise entre 1860 et 1888.
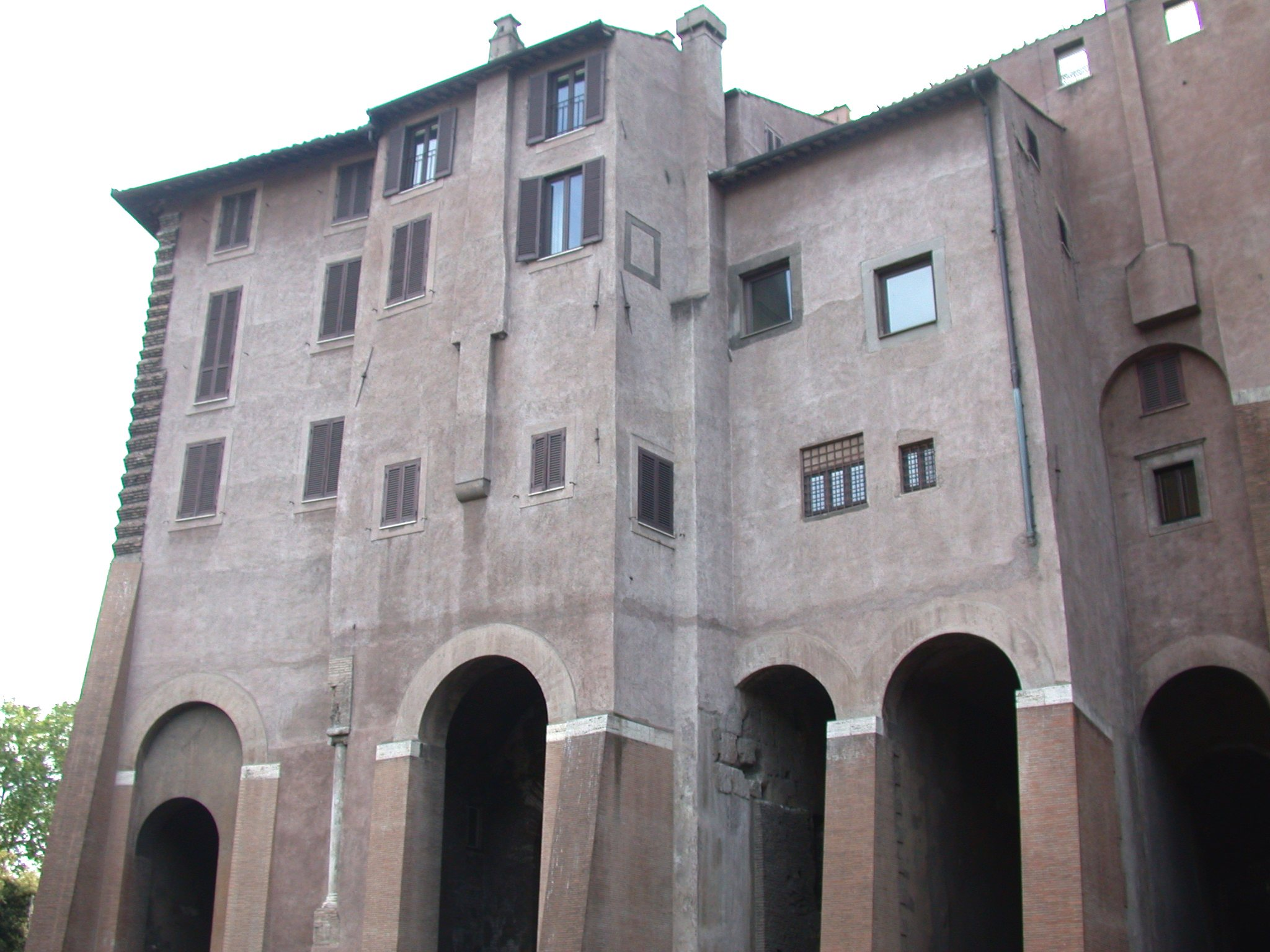
Palazzo Savelli après restauration de 1930 au-dessus des arcades du théâtre.
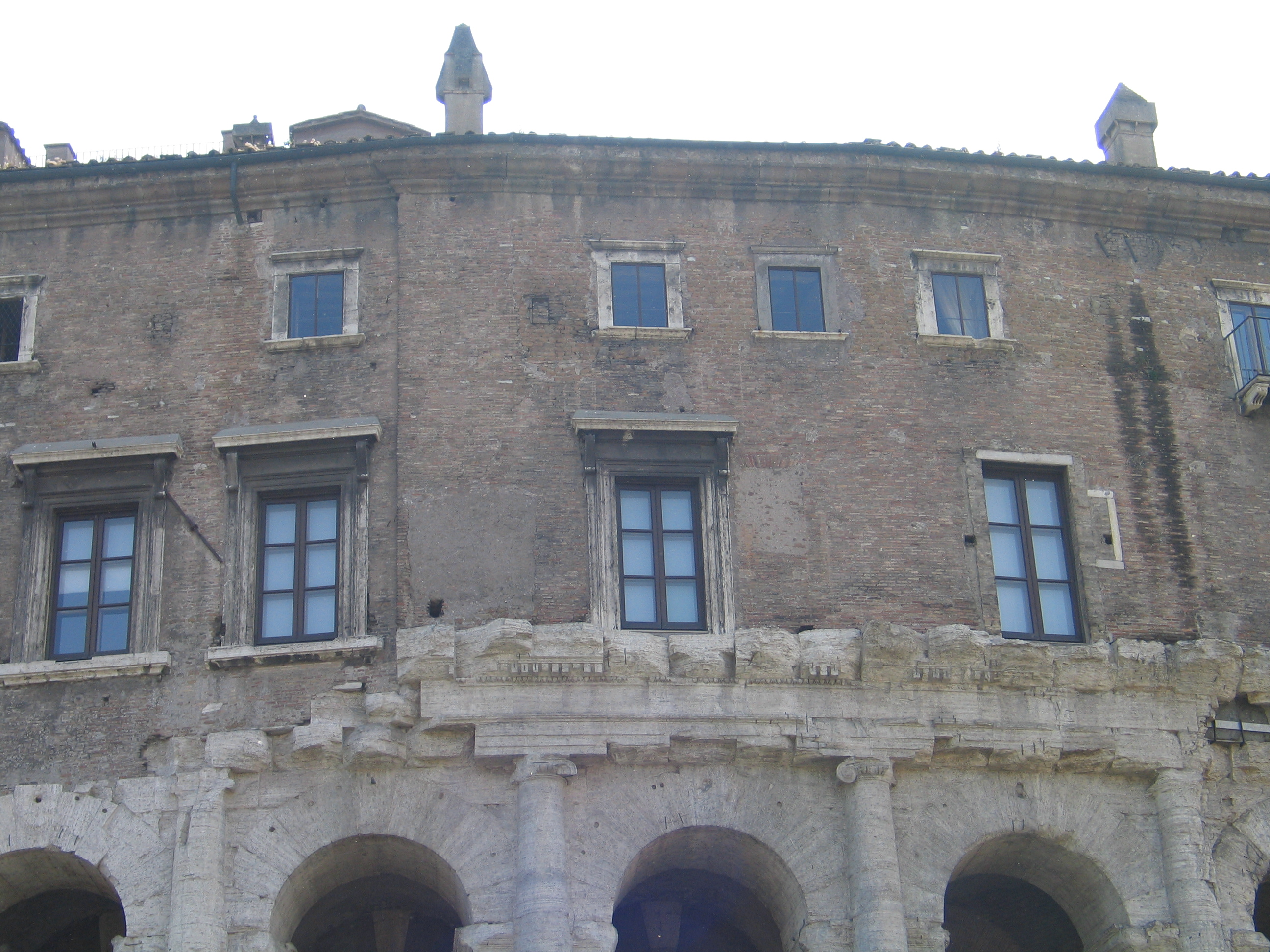
Fenêtres du Palazzo Savelli-Orsini au-dessus du deuxième étage.

### Fouilles archéologiques
Les premiers projets pour libérer l'édifice de l'ensablement apparaissent au début du XIXe siècle mais il faut attendre 1932 et la destruction de la Piazza Montanara adjacente pour voir le théâtre totalement dégagé et isolé. Le palais renaissance est préservé. Les vestiges du théâtre sont restaurés et consolidés sous la direction des archéologues italiens Alberto Calza Bini et Paolo Fidenzoni,.

## Description

### L'orientation et les dimensions
La grandeur, la taille, la position et l'orientation du théâtre ont été imposées par l'espace restreint choisi pour sa construction, sur les rives du Tibre. L'orientation du théâtre ne correspond pas aux orientations des édifices voisins, même si la cavea, tournée vers le sud-ouest, est presque dans l'alignement du portique de Metellus. Cette orientation découle certainement d'un choix délibéré des architectes et des commanditaires qui veulent construire le théâtre le plus grand possible. Les arcades du théâtre se trouvent à seulement 6 mètres du podium du temple d'Apollon dont la façade a été reculée lors de sa reconstruction et pour lequel des escaliers d'accès au pronaos ont été aménagés sur les côtés afin de gagner encore en espace. De même, le passage entre le théâtre et le portique d'Octavie se réduit à 2,4 mètres seulement.
Le théâtre combine la forme semi-circulaire des gradins à la forme rectangulaire de la scène à laquelle sont accolées deux salles absidales disposées à chaque extrémité. La fonction de ces deux halls, dont l'axe est perpendiculaire au front de scène du théâtre, reste inconnue. Avec ses 129,80 mètres de diamètre et presque 32 mètres de hauteur, le théâtre reste plus petit que le théâtre de Pompée mais il semble disposer d'une plus grande capacité d'accueil puisque les Régionnaires du IVe siècle font état de 20 500 pieds de places assises (environ 15 100 places) contre 15 580 pour le théâtre de Pompée (soit environ 11 600 places).

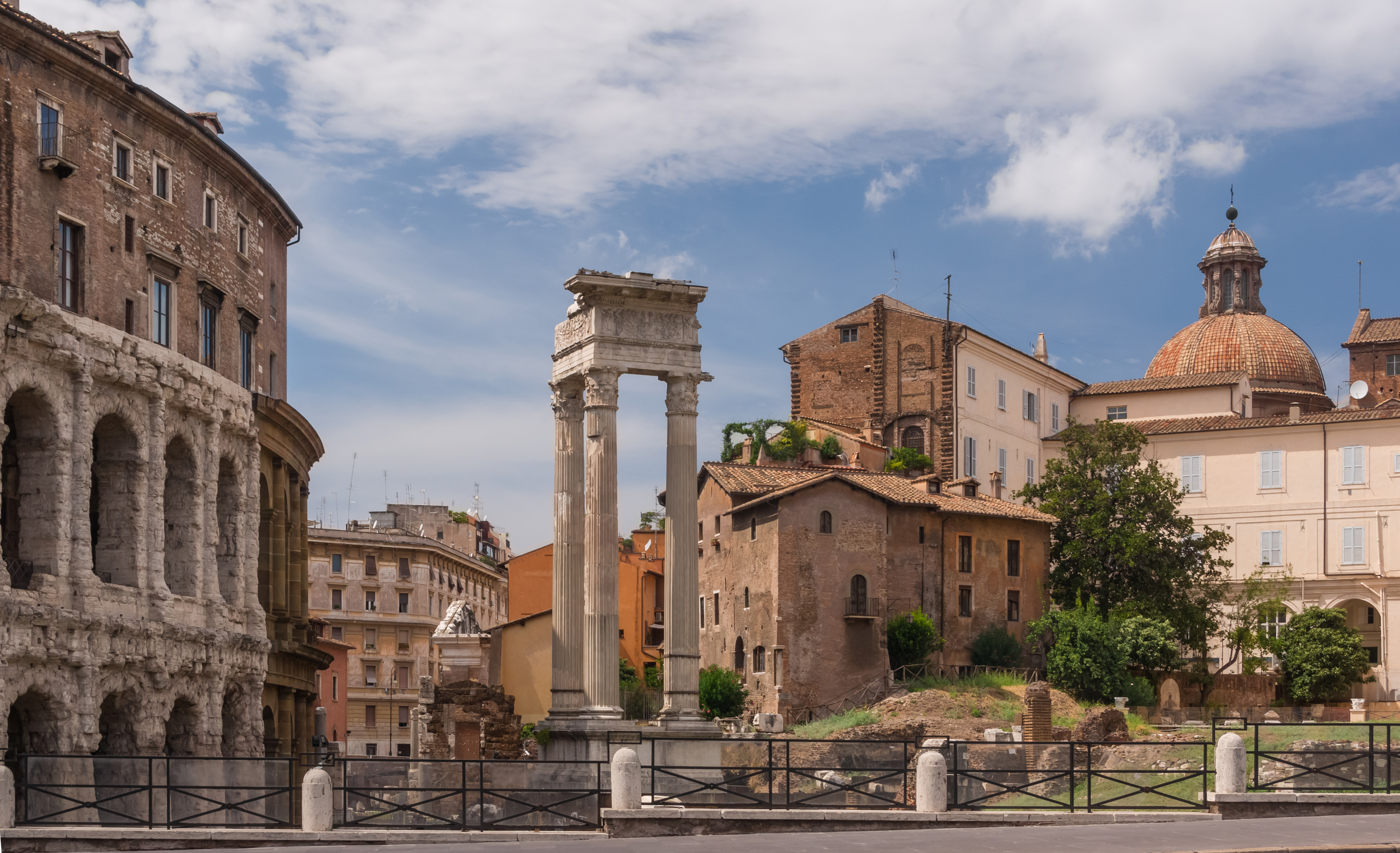
Proximité entre le théâtre, le portique et le temple d'Apollon.
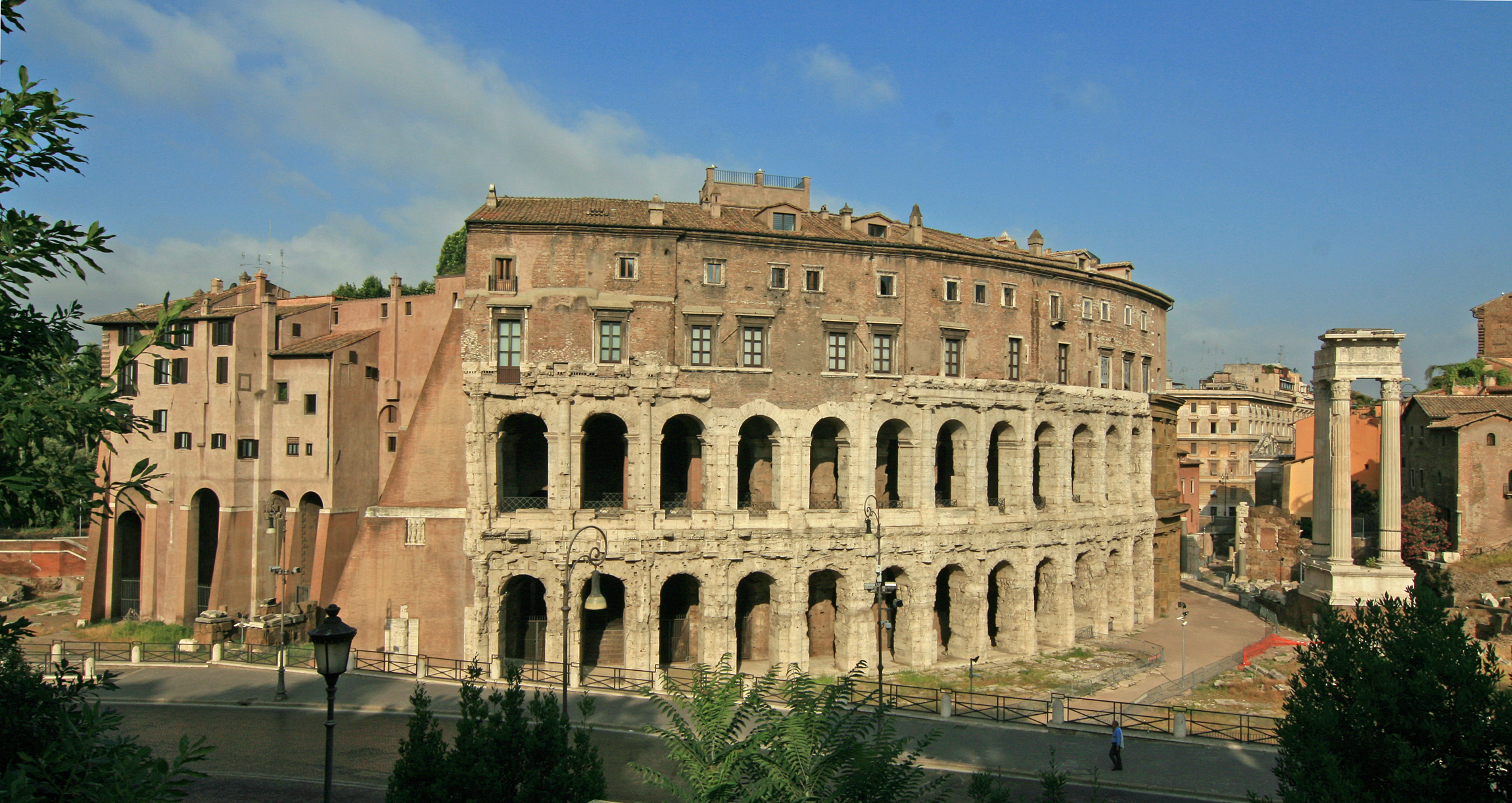
Le palais, les arcades et les colonnes du temple d'Apollon.
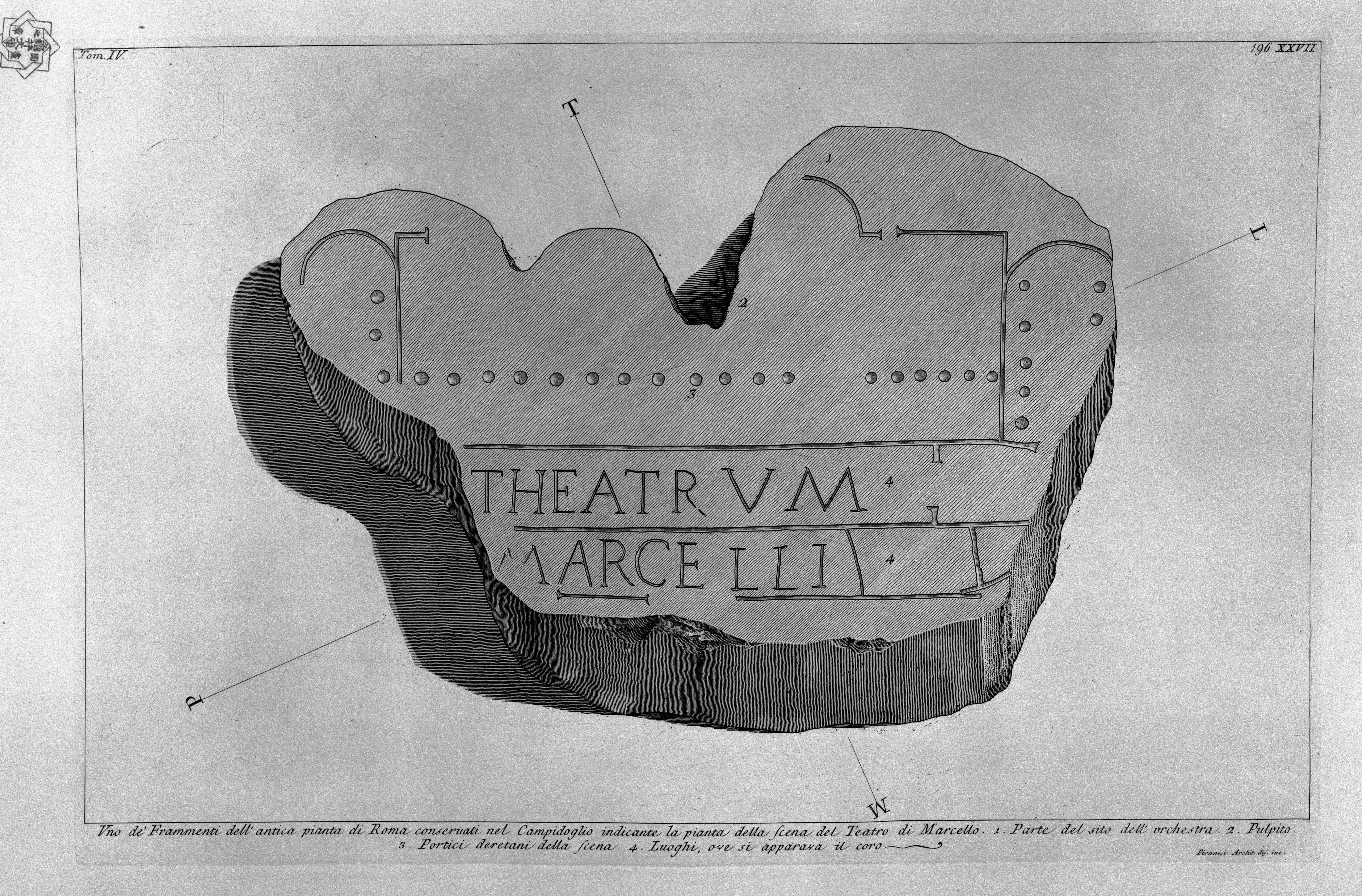
Dessin du fragment de la Forma Urbis où apparaît le théâtre et où est représenté le portique à l'arrière du théâtre contenant deux petits sanctuaires (non visibles).

### Les fondations
Le théâtre de Marcellus illustre l'art des constructeurs romains dans le maniement du mortier de chaux, sorte de béton romain, déjà connu depuis le IIe siècle av. J.-C. L'édifice, de dimensions imposantes, est construit sur les rives du Tibre, ce qui a nécessité de larges et profondes fondations. Il prend appui sur une structure annulaire de béton épaisse de 6,35 mètres. Des murs de fondations rectilignes complètent cette structure pour supporter les parties internes du théâtre.

### La façade
La façade du temple, entièrement en travertin, se compose de trois étages aux ordres différents : le premier étage est d'ordre dorique (9,53 mètres de hauteur), le deuxième est d'ordre ionique (10,35 mètres de hauteur) et le dernier, qui a aujourd'hui disparu, est d'ordre corinthien (12,12 mètres de haut). En tout, la façade atteint 32 mètres de hauteur. Les deux premiers étages se composent de 41 arches encadrées de colonnes engagées tandis que le dernier étage est un mur plein décoré de colonnes corinthiennes engagées. Les pierres en clé de voûte des arches des deux premiers étages sont ornées de grands masques en pierre.

#### Le premier étage dorique
Les piliers du premier étage mesurent 2,23 mètres sur 2,06 mètres pour 5,375 mètres de haut, au niveau du départ des arches. Ces dernières ont une ouverture de 2,73 mètres et la voûte atteint une hauteur de 6,74 mètres au-dessus du niveau du sol.
Les demi-colonnes doriques aux fûts lisses sont hautes de 7,68 mètres avec un diamètre à la base de 0,90 mètre. Elles dépassent des piliers de 0,53 mètre. Elles supportent un entablement comprenant une architrave, une frise avec métopes et une corniche avec denticules de 1,85 mètre de haut.

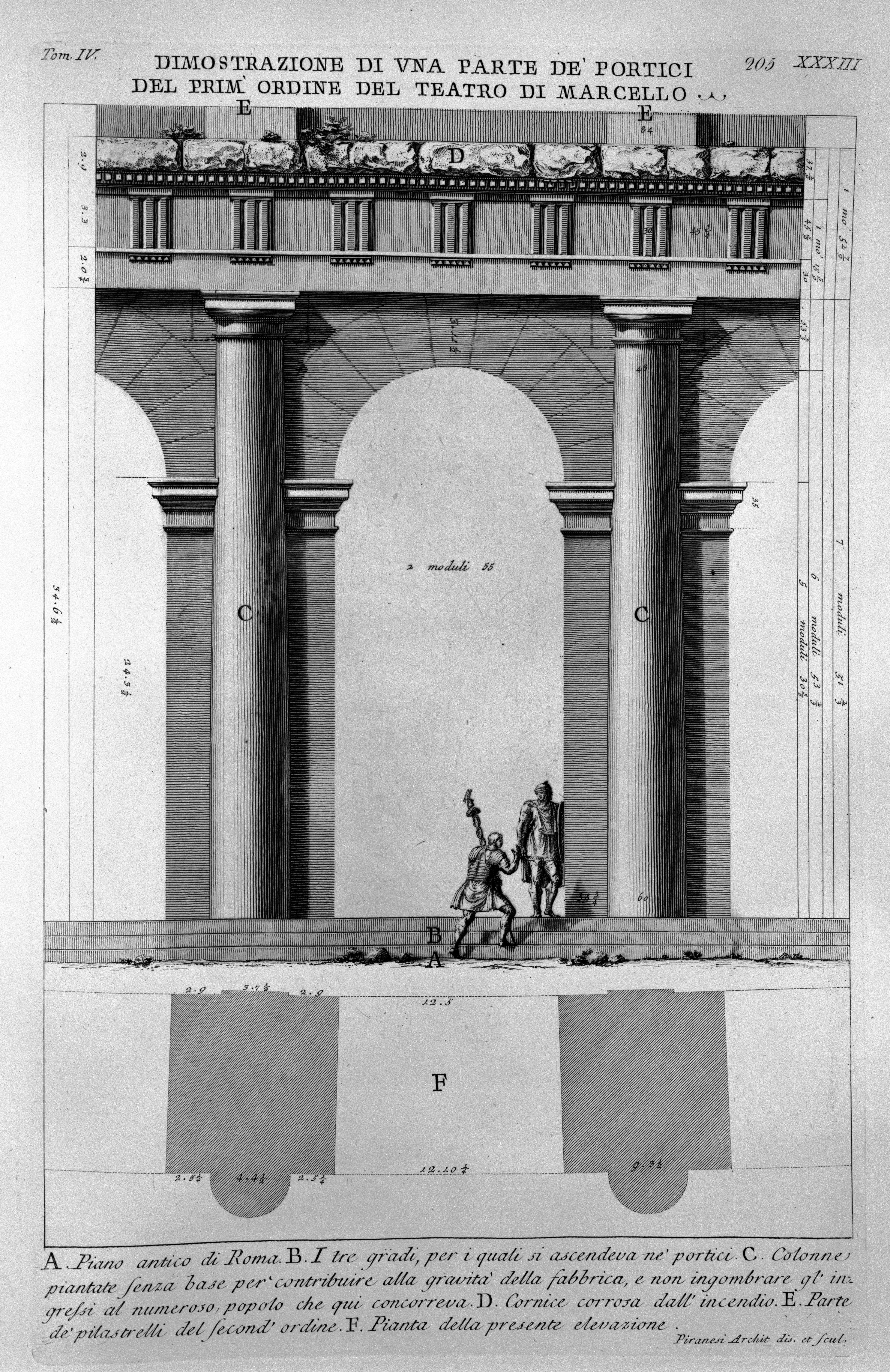
Dessin de l'étage dorique, Piranèse.
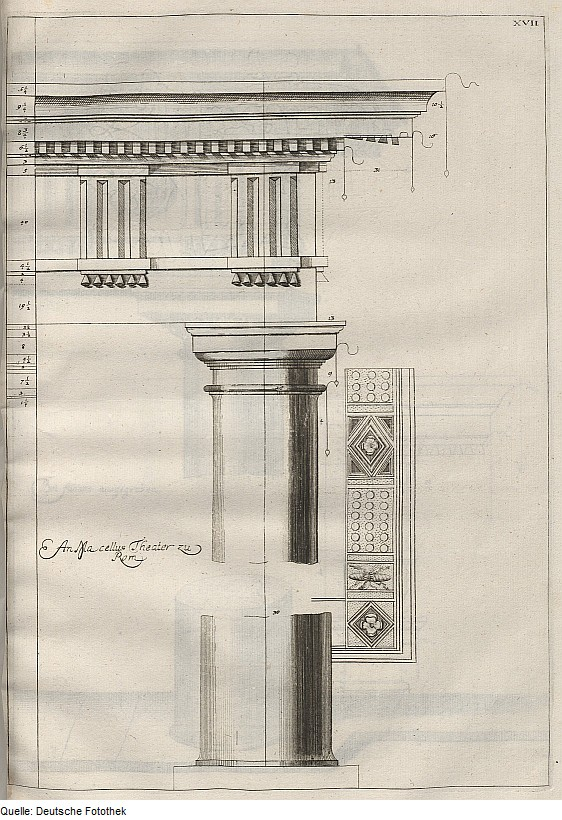
Détail de l'ordre dorique du théâtre, 1697.
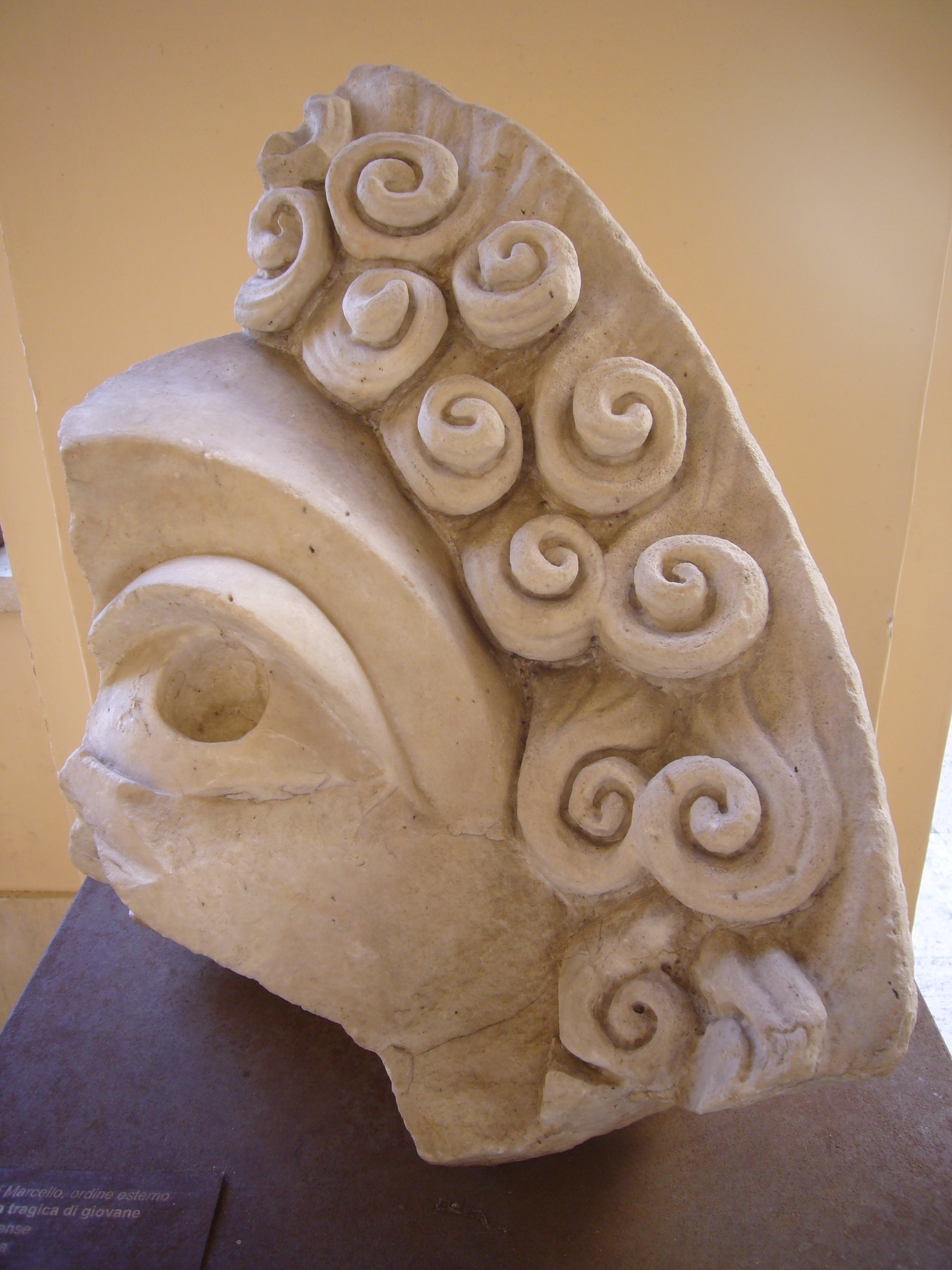
Fragment d'un masque de théâtre sculpté.

#### Le deuxième étage ionique
Les piliers du deuxième étage mesurent 2,00 mètres sur 1,84. Ils se dressent sur un podium avec plinthes de 1,23 mètre de haut. Les piliers, hauts de 4,76 mètres, supportent des arches de 2,90 mètres d'ouverture atteignant 6,275 mètres en hauteur. Les demi-colonnes d'ordre ionique reposent sur des bases attiques de 1,09 mètre de large. Elles dépassent des piliers dans lesquels elles sont engagées de 0,637 mètre. Elles mesurent 7,17 mètres de haut avec un diamètre à la base de 0,815 mètre. Les chapiteaux de style ionique classique supportent un entablement (architrave à trois bandes, frise et corniche avec oves et denticules) de 1,95 mètre de haut,.

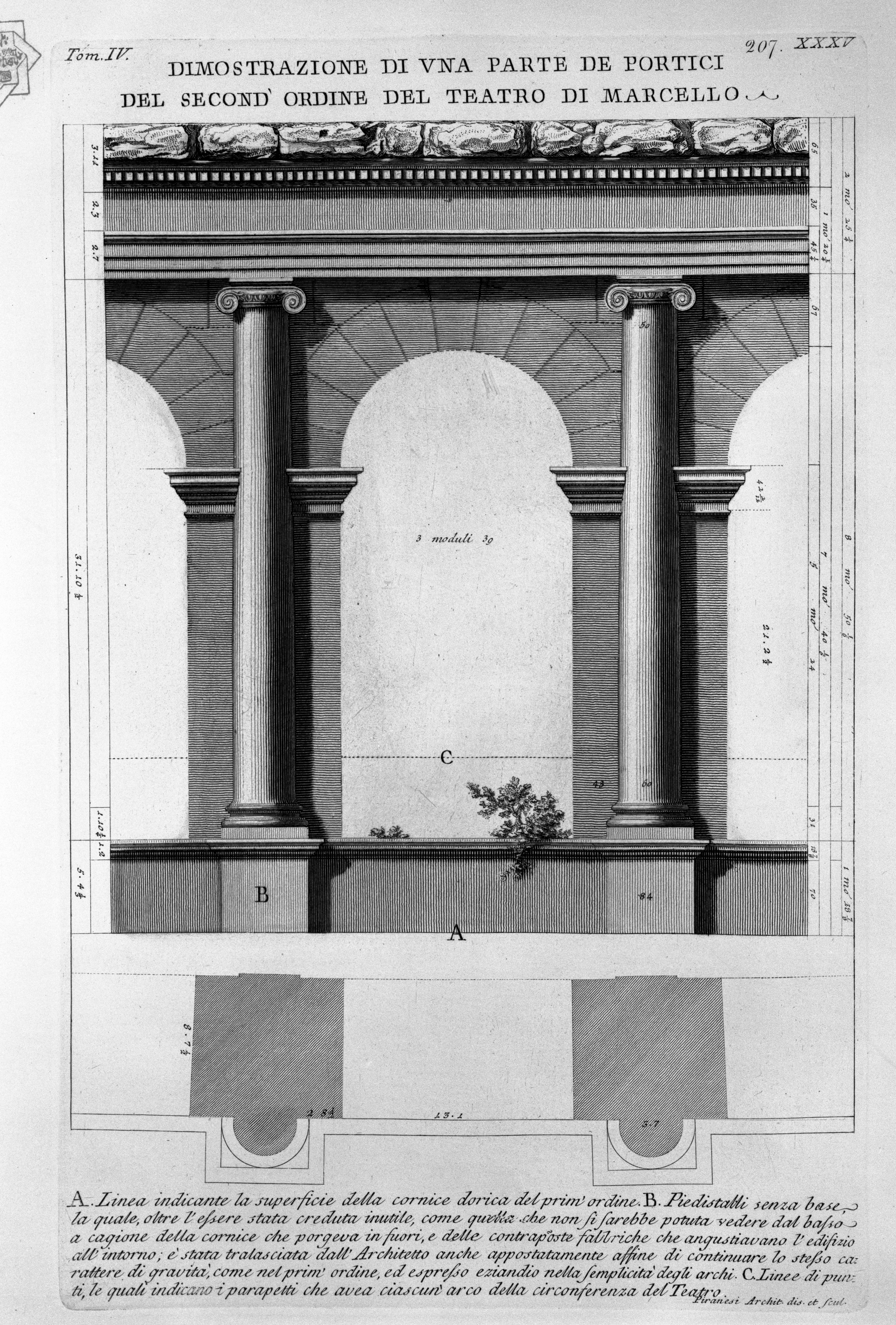
Dessin de l'étage ionique, Piranèse.
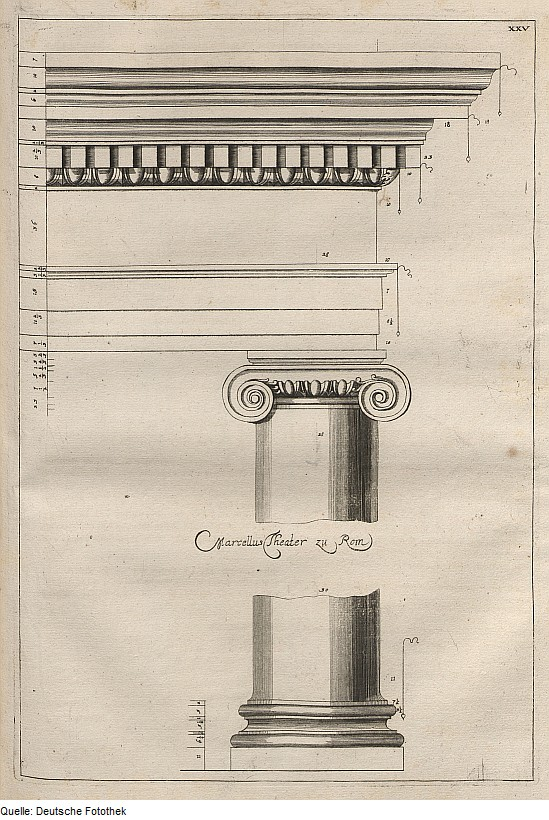
Détail de l'ordre ionique du théâtre, 1697.
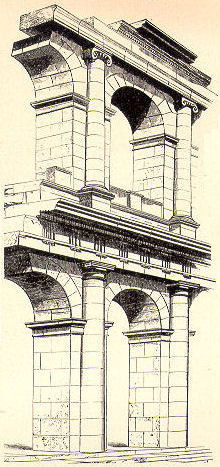
Dessin de la façade du théâtre, 1891.

#### Le troisième étage corinthien
Le dernier étage, dont il ne reste quasiment rien, devait être d'ordre corinthien avec des colonnes engagées dans un mur plein. Seuls quelques fragments de chapiteaux, de 0,86 mètre de hauteur, ont été préservés. La reconstitution de cet étage, basée sur une comparaison avec le quatrième étage du Colisée,, reste hautement hypothétique.

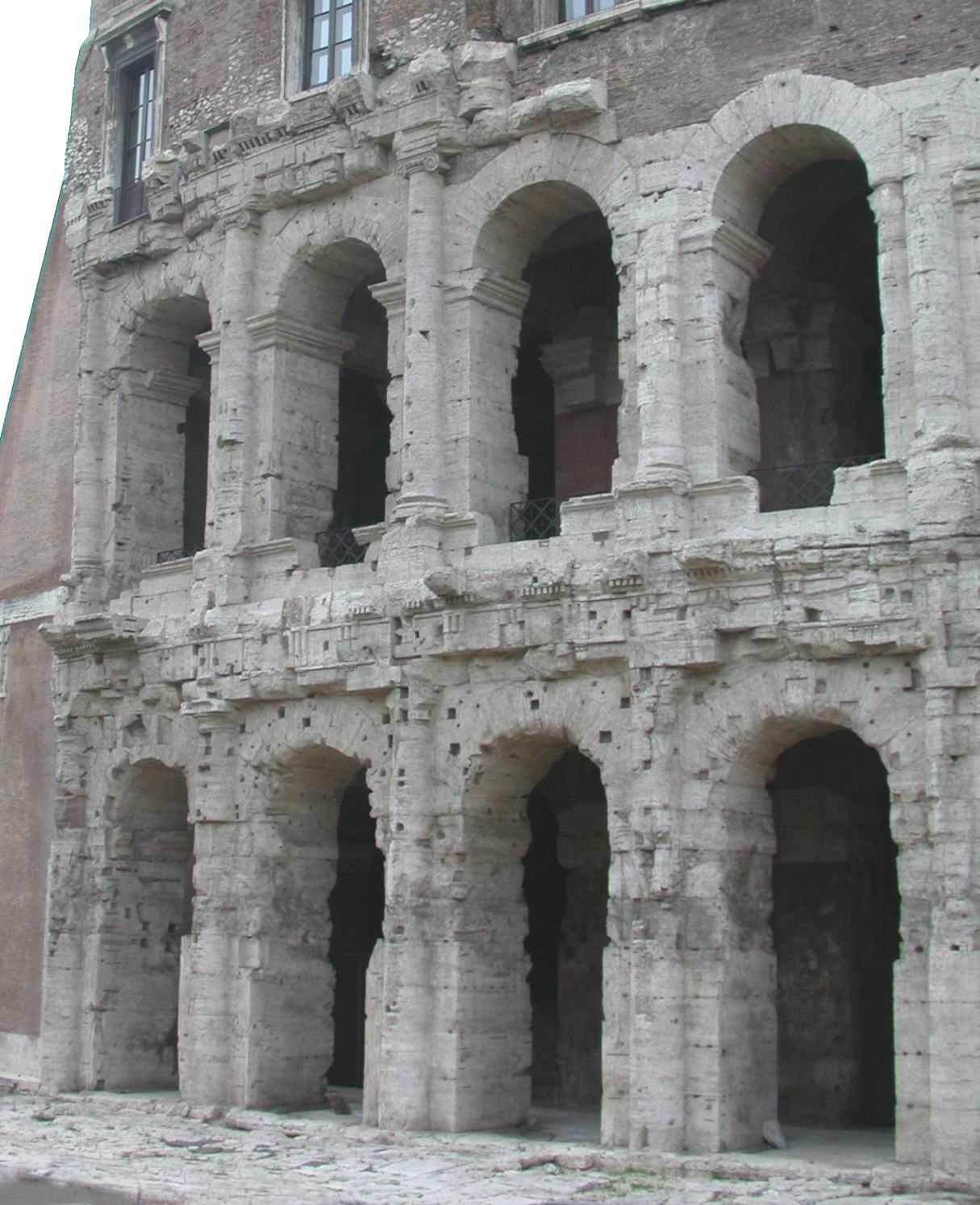
Détail de l'arcade et des deux ordres superposés : premier étage dorique et deuxième étage ionique.
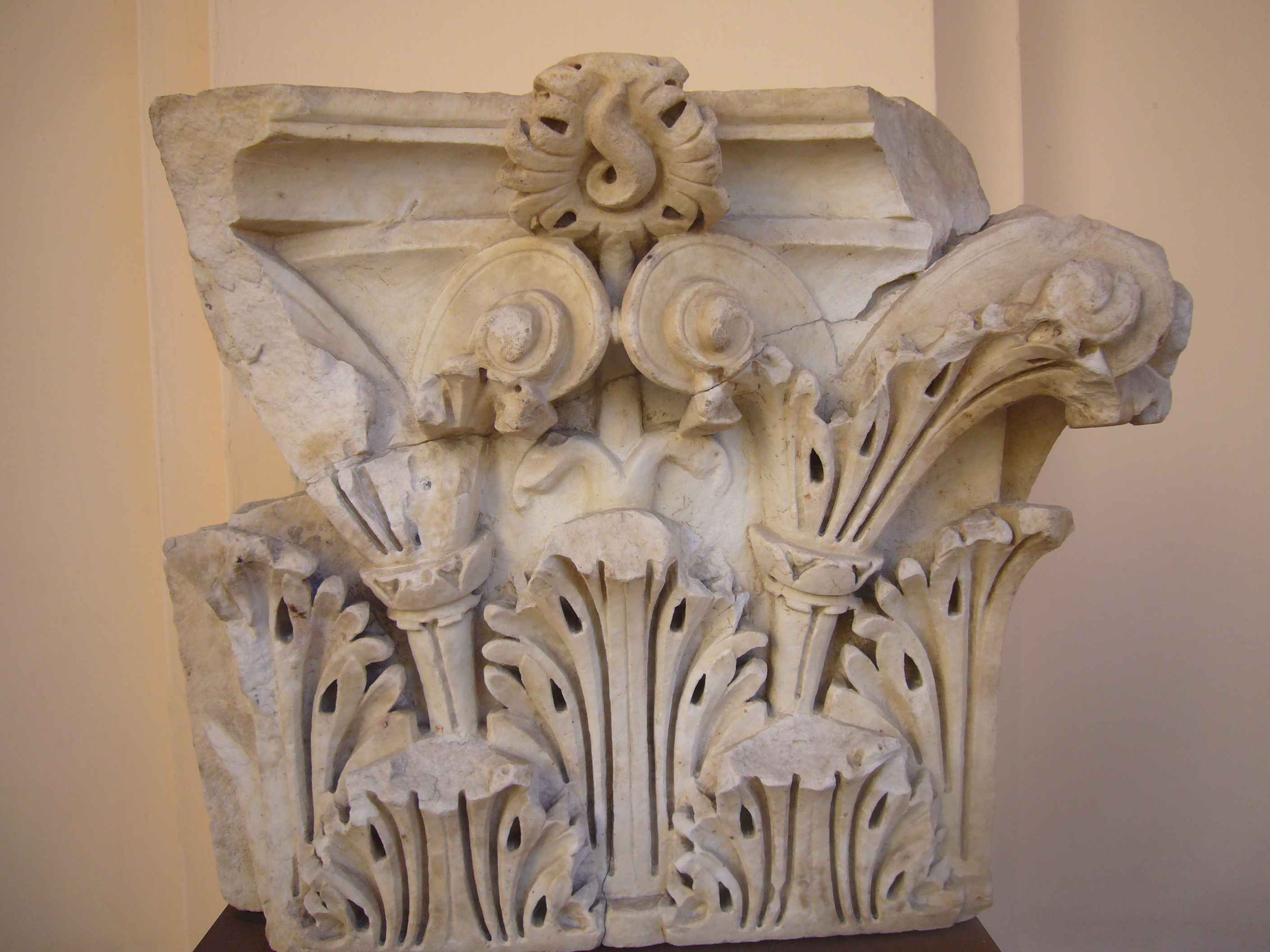
Fragment d'un chapiteau corinthien.

### La structure interne
Les arcades intérieures et l'ambulacre extérieur sont en opus quadratum tandis que le reste du soubassement est en blocs de tuf disposés en opus reticulatum. Le passage circulaire derrière l'ordre dorique, l'ambulacre, large de 3,5 mètres, est percé de 41 passages voûtés menant vers l'intérieur du théâtre et qui soutiennent la cavea, correspondant aux 41 ouvertures de la façade, dont deux plus larges : les aditi maximi,. Sept de ces passages mènent en pente douce vers un passage circulaire interne, qui circule sous le praecinctio qui sépare l'ima cavea de la media cavea,. Six des passages voûtés permettent d'accéder en pente douce et par quelques marches à l'ambulacre de l'étage ionique. Les vingt autres ouvertures sont en fait fermées et sont utilisées comme pièce de stockage ou comme boutique (taberna). Enfin, le passage voûté central débouche dans une salle dont le plafond est richement décoré de stucs datés de 170. Il pourrait s'agir d'une salle de culte dédié à Dea Carmenta ou aux Mânes de Marcellus.
L'ambulacre de l'étage ionique est large de 3,7 mètres. Il dessert une série de passages voûtés menant vers l'intérieur de l'édifice et correspondant aux passages de l'étage inférieur. D'après Fidenzoni, le passage correspondant à l'aditus maximus est fermé. Certains de ces passages mènent vers un couloir semi-circulaire qui passe sous le praecinctio séparant la media cavea de la summa cavea. Cinq ou six vomitoria permettent d'accéder aux places de la media cavea. D'autres passages débouchent directement sur le praecinctio via des ouvertures pratiquées dans le podium soutenant la summa cavea. Les derniers passages, contenant des escaliers, permettent d'accéder à l'étage supérieur.

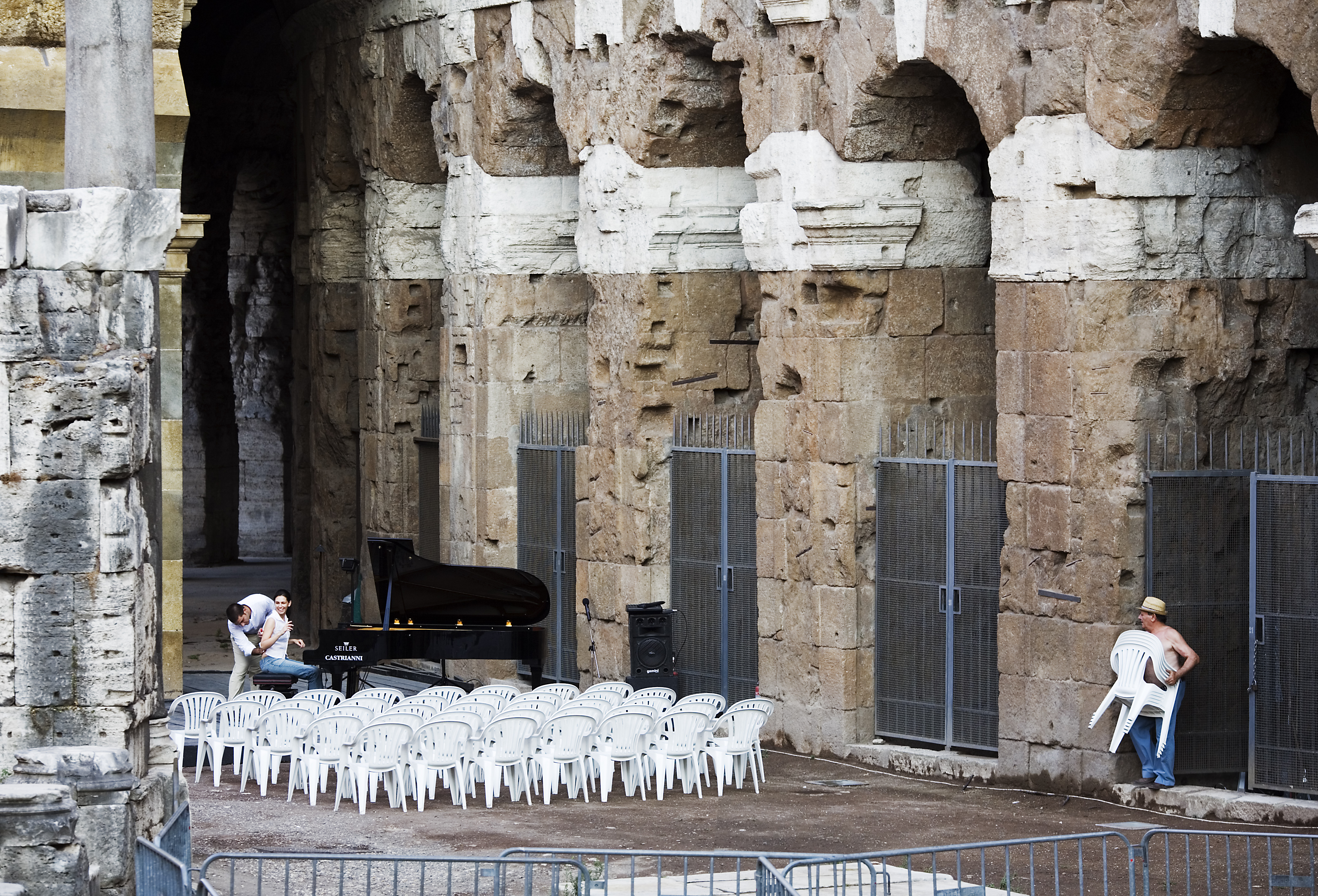
Concert de piano sous les arcades.
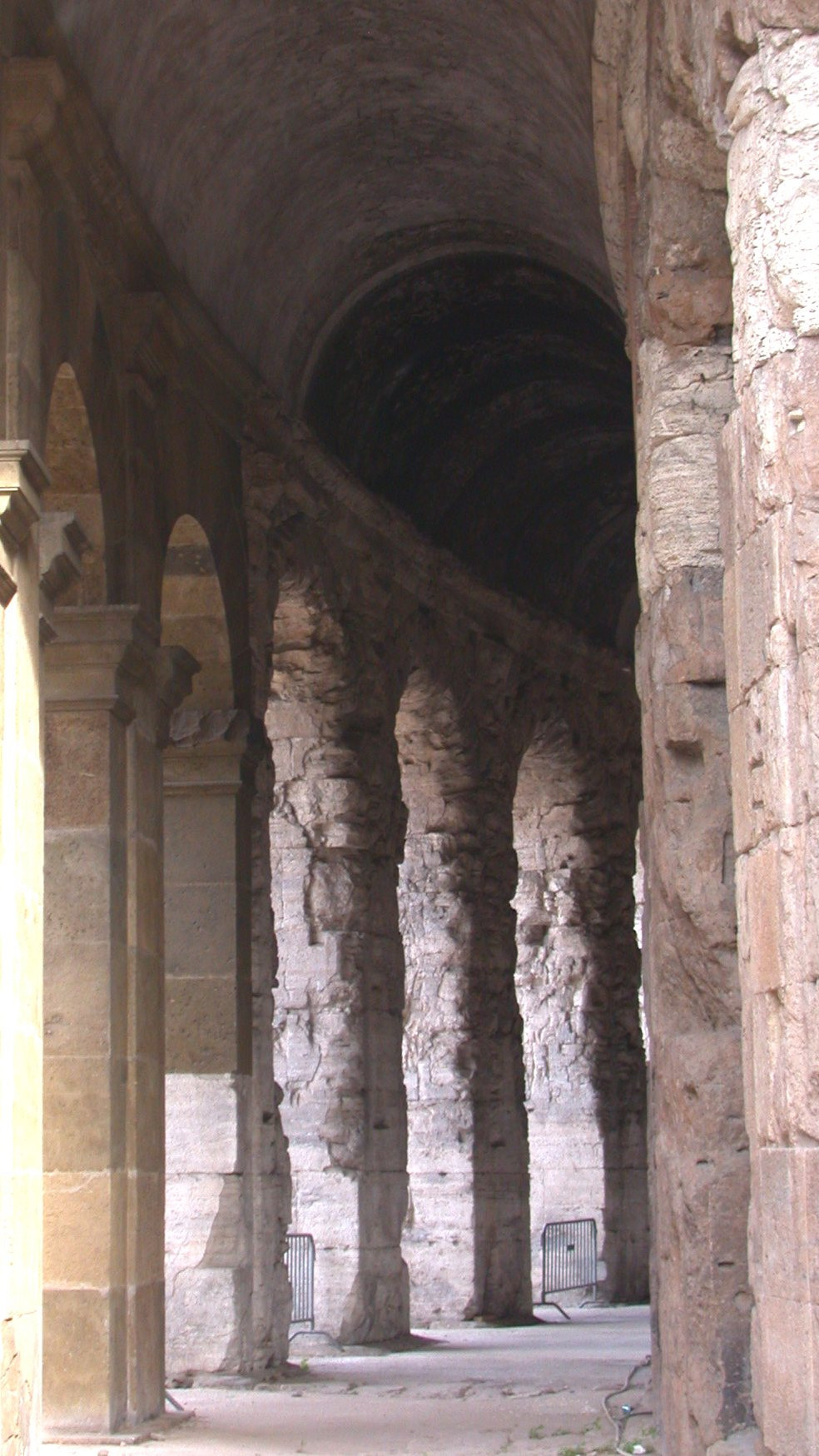
Ambulacre du théâtre.
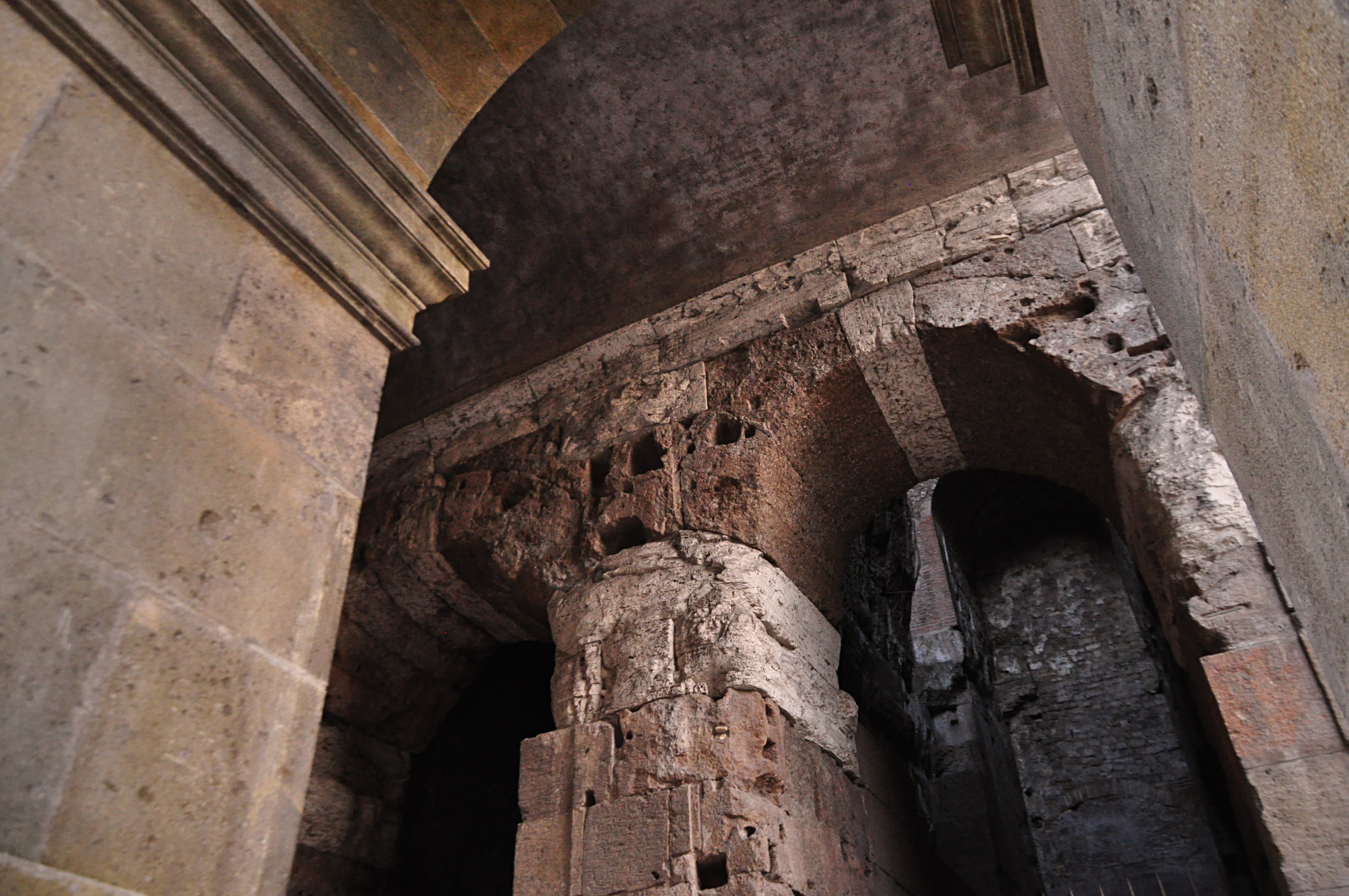
Voûte de l'ambulacre.

### Les gradins
Du passage circulaire intérieur s'ouvrent six vomitoria qui desservent les places de l'ima cavea. Selon Calza Bini, les accès de ces vomitoria sont reliés par un petit praecinctio qui divise l'ima cavea en 11 rangées de sièges en dessous et 7 rangées au-dessus. Selon Findezoni, l'ima cavea comprend 14 rangées de sièges dont le locus senatorius avec trois grandes marches destinées à recevoir les bisellia, les places d'honneur spacieuses. Calza Bini divise l'ima cavea en six grands cunei avec deux plus petits sur les côtés quand Fidenzoni n'en reproduit que cinq grands, avec des escaliers descendant depuis les vomitoria,.
Les sièges de la summa cavea, section des gradins la plus haute située au-dessus de la media cavea, sont disposés sur une pente plus forte que le reste des gradins. Ils s'élèvent jusqu'à une hauteur correspondant à la base de l'ordre corinthien. Au-dessus, cinq rangées de sièges supplémentaires sont abritées sous un portique qui suit la courbe de l'édifice. Toutefois, cette reconstitution paraît improbable étant donné qu'il existe déjà une summa cavea et qu'il est rare de trouver des rangées de sièges supplémentaires dans ce cas de figure.

### Le front de scène
La scène dont la longueur est inférieure à 87 mètres est environ deux fois plus longue que l'orchestre qui la précède, de 37 mètres. Selon Vitruve, des machines permettant de changer le décor en fonction du type de pièce jouée (comique, tragique ou satirique) sont placées dans trois salles qui ont été aménagées sous la scène.
Le front de scène en arrière (frons scaenae) est décoré avec trois ordres de colonnes superposés portant la structure à une hauteur équivalente aux gradins. Les colonnes et ornements sont en marbre. Selon la Forma Urbis, le front de scène est rectiligne contrairement à celui du théâtre de Pompée, plus élaboré.